# Aeropuerto Internacional General Mariano Matamoros
El Aeropuerto Internacional General Mariano Matamoros o Aeropuerto Internacional de Cuernavaca (Código IATA: CVJ - Código OACI: MMCB - Código DGAC: CVJ), es un aeropuerto localizado a 16 kilómetros de Cuernavaca, Morelos, en el municipio de Temixco, cerca de la Ciudad de México. 
Es parte del Sistema Metropolitano de Aeropuertos y es operado por Aeropuerto de Cuernavaca, S.A. de C.V., una empresa de participación estatal mayoritaria.

## Información
En febrero de 2008, se otorgó el título de concesión para la operación de este aeropuerto, siendo que en enero de 2009, se publicó el decreto presidencial con el que se internacionalizó este aeródromo civil, iniciándose los trabajos de  modernización.
Cuenta con una superficie de 110 hectáreas aproximadamente y su plataforma para la aviación comercial es de 21,180 metros cuadrados; además tiene tres posiciones y una pista de 2.8 kilómetros de longitud, apta para recibir aviones tipo Boeing 737 y Airbus A320. Posee estacionamiento propio, con capacidad de 77 lugares y ofrece el servicio de transportación terrestre.
El aeropuerto fue el principal centro de conexiones de Aerolíneas Internacionales antes de terminar operaciones en 2003.
Fue nombrado por el General Mariano Matamoros, un sacerdote liberal mexicano, que participó en la guerra de Independencia de México.
A finales de 2012, la aerolínea mexicana Volaris suspendió la ruta hacia Tijuana, de la misma forma, la aerolínea de bajo costo Viva canceló en 2013 las rutas hacia Monterrey y Cancún.
Para el 2021, Cuernavaca recibió a 3,627 pasajeros, según datos publicados por la Agencia Federal de Aviación Civil.
La aerolínea TAR inició operaciones en marzo de 2016 con vuelos comerciales a Guadalajara y Monterrey; reactivando así las operaciones comerciales del aeropuerto, los cuales finalizaron en marzo de 2017, quedando nuevamente sin operaciones comerciales.
Su horario oficial de operación es de las 7:00 a las 19:00 horas.

## Antiguas rutas
| Ciudad                            | Aeropuerto                              | Aerolíneas                  |
| Norteamérica                      | Norteamérica                            | Norteamérica                |
| --------------------------------- | --------------------------------------- | --------------------------- |
| México (5 destinos, 5 aerolíneas) |                                         |                             |
| Cancún                            | Aeropuerto Internacional de Cancún      | Viva                        |
| Guadalajara                       | Aeropuerto Internacional de Guadalajara | Alma de México / TAR        |
| Monterrey                         | Aeropuerto Internacional de Monterrey   | Alma de México / TAR / Viva |
| Oaxaca                            | Aeropuerto Internacional Xoxocotlán     | Avolar                      |
| Tijuana                           | Aeropuerto Internacional de Tijuana     | Avolar / Volaris            |

## Estadísticas

### Tráfico anual

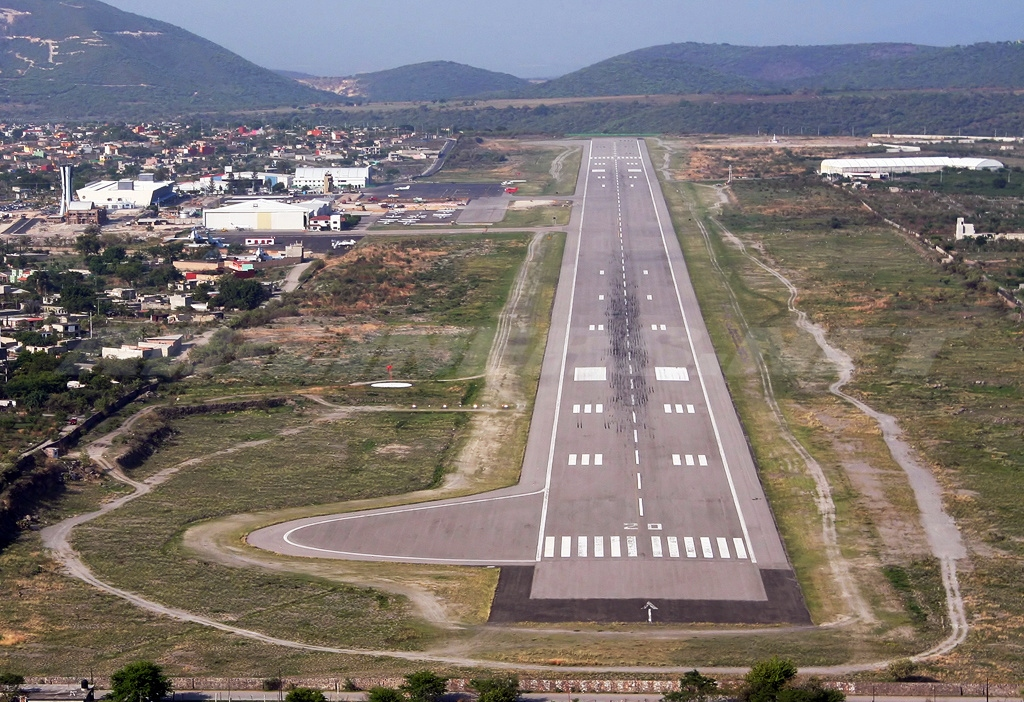
Pista de aterrizaje del aeropuerto.

Según datos publicados por la Agencia Federal de Aviación Civil, en 2020 el aeropuerto recibió a 2,571 pasajeros, mientras que en 2021 el aeropuerto recibió 3,627 pasajeros. 
| Año  | Pasajeros Totales | cambio en % | Movimiento de carga (t) | Operaciones aéreas |
| 2006 | 33,209            | Sin cambios | -                       | 10,299             |
| 2007 | 132,938           | 300.30%     | -                       | 14,750             |
| 2008 | 86,164            | 35.18%      | -                       | 16,662             |
| 2009 | 4,044             | 95.30%      | -                       | 13,866             |
| 2010 | 10,242            | 153.26%     | 8,086                   | 19,702             |
| 2011 | 35,727            | 248.82%     | 47                      | 13,696             |
| 2012 | 50,874            | 42.39%      | 53                      | 8,409              |
| 2013 | 33,680            | 33.79%      | 20                      | 20,652             |
| 2014 | 6,009             | 82.15%      | 4                       | 15,437             |
| 2015 | 7,448             | 23.94%      | -                       | 19,900             |
| 2016 | 25,522            | 242.66%     | -                       | 17,251             |
| 2017 | 7,047             | 72.38%      | 4                       | 17,636             |
| 2018 | 7,735             | 9.76%       | -                       | 23,348             |
| 2019 | 3,889             | 49.72%      | -                       | 25,188             |
| 2020 | 2,571             | 21.83%      | -                       | 12,464             |
| 2021 | 3,627             | 41.07%      | -                       | 15,876             |
| 2022 | 5,431             |             | -                       | 19,398             |
| 2023 | 5,340             |             | -                       | 21,669             |
| 2024 | 3,367             |             | -                       | 21,438             |
| ---- | ----------------- | ----------- | ----------------------- | ------------------ |

## Accidentes e incidentes
- El 16 de agosto de 2003 una aeronave Piper PA-28-140 Cherokee con matrícula N1647J procedente del Aeropuerto Internacional de Acapulco que aterrizó para repostar en el Aeropuerto de Chilpancingo se estrelló contra árboles en un parque de diversiones durante su despegue de este último aeropuerto hacia el Aeropuerto de Cuernavaca, matando a un pasajero y dejando heridos al piloto y a otro pasajero.[3]

- El 6 de abril de 2013 partió del Aeropuerto de Cuernavaca la aeronave Cessna 421 con matrícula XB-LBY rumbo al Aeropuerto de Guadalajara, dicha aeronave tuvo una falla en uno de los motores por lo cual intentó aterrizar de emergencia en el Aeropuerto de Morelia pero no logró llegar a la pista, impactando en los prados que rodean el aeropuerto. Los seis ocupantes resultaron heridos, ninguno de gravedad.[4][5]

- El 8 de diciembre del 2017 una aeronave Cessna 150 perteneciente a Escuela de vuelo Aeropacífico con matrícula XB-MNB partió del Aeropuerto Internacional General Mariano Matamoros en un vuelo de instrucción hacia el Aeródromo de Iguala. La aeronave perdió contacto con la torre por lo que se iniciaron labores de búsqueda, siendo localizada al día siguiente a 100 metros de la pista de aterrizaje en Zacacoyuca, dicha aeronave se encontraba incinerada y los 2 tripulantes murieron.[6][7][8]

- El 4 de septiembre de 2018 una aeronave Cessna 152 con matrícula XB-NDB propiedad de Escuela de Aviación México se estrelló contra un árbol a 7 millas del Aeropuerto de Cuernavaca mientras realizaba un vuelo local estando el alumno solo, dejando herido a éste.[9][10]

- El 8 de noviembre de 2019 una aeronave Cessna 177B Cardinal con matrícula XB-JVN operada por Escuela de Vuelo Aeronáutica Vitar que realizaba un vuelo local de entrenamiento en el Aeropuerto de Cuernavaca se precipitó a tierra estrellándose contra un lote baldío sobre el Municipio de Temixco, matando al instructor y al alumno.[11][12]

- El 16 de junio de 2020 una aeronave Piper PA-44-180 Seminole con matrícula XB-NWJ propiedad de Escuela de Aviación México que operaba un vuelo entre el Aeropuerto de Cuernavaca y el Aeropuerto de Puerto Escondido, tuvo que aterrizar de emergencia en una playa del municipio de San Pedro Mixtepec tras sufrir una falla mecánica. 2 de los 4 ocupantes resultaron heridos.[13][14][15]

- El 23 de septiembre de 2020 una aeronave Hawker 800 con matrícula XB-PYZ Fue sustraída del Aeropuerto Mariano Matamoros y se estrelló en Santa Marta Salinas, Chisec, Alta Verapaz Guatemala, en donde intentaba aterrizar en una pista clandestina, en el lugar del accidente se encontraron dispersos algunos paquetes de droga, y dejó un saldo de 2 víctimas mortales.[16]

- El 5 de enero de 2021 una aeronave Piper PA-28-236 Dakota con matrícula XB-CFP operado por Escuela de Vuelo Aeronáutica Vitar que realizaba un vuelo local de entrenamiento IFR se estrelló en el Cerro El Jumil, en el municipio de Miacatlán durante su fase de aproximación, causando daño sustancial en la aeronave. Los dos ocupantes resultaron ilesos.[17][18]

- El 7 de enero de 2021 una aeronave Diamond DA 20-C1 Eclipse con matrícula XB-LRB perteneciente a Escuela de Aviación México que realizaba un vuelo local de entrenamiento, realizó un aterrizaje incontrolado, causando daños en el tren de nariz y la hélice, así como un paro de motor. El piloto sobrevivió.[19]

- El 27 de diciembre de 2021 una aeronave Cessna 172G Skyhawk con matríula XB-ABJ propiedad del Centro de Adiestramiento Aeronáutico Profesional (CAAP) que operaba un vuelo de entrenamiento entre el Aeropuerto de Cuernavaca y el Aeropuerto de Tehuacán, tuvo que realizar un aterrizaje de emergencia sobre el municipio de Atexcal tras percibirse una vibración intensa aparentemente causada por la fractura de una pala de la hélice. La aeronave aterrizó en un campo de cultivo, sin embargo, las condiciones del terreno hicieron volcar el avión, causando heridas en el instructor y el estudiante.[20][21]

- El 28 de marzo de 2022 una aeronave Beechcraft C90A King Air con matrícula N426EM propiedad de Bank of Utah que operaba un vuelo entre el Aeropuerto de Acapulco y el Aeropuerto de Puebla se estrelló en un supermercado de Bodega Aurrera en Temixco tras solicitar aterrizar en el Aeropuerto de Cuernavaca. La aeronave sufrió falla en ambos motores, precipitándose a tierra y estrellándose contra dicho inmueble, matando a 3 de sus 5 ocupantes.[22][23]

- El 1 de noviembre de 2023 una aeronave Learjet 35A con matrícula XA-IRE operada por Jet Rescue Air Ambulance que realizaba un vuelo entre el Aeropuerto de Toluca y el Aeropuerto de Cuernavaca sufrió una excursión de pista tras aterrizar en este último, estrellándose e incendiádose, lo que dejó un saldo de 4 víctimas mortales.[24][25]

## Aeropuertos cercanos
Los aeropuertos más cercanos son:
- Aeropuerto Internacional Lic. Adolfo López Mateos (59km)
- Aeropuerto Internacional de la Ciudad de México (69km)
- Aeropuerto Internacional de Puebla (99km)
- Aeropuerto Internacional Felipe Ángeles (106 km)
- Aeropuerto Internacional General Francisco J. Múgica (215km)
- Aeropuerto Intercontinental de Querétaro (221km)

## Galería

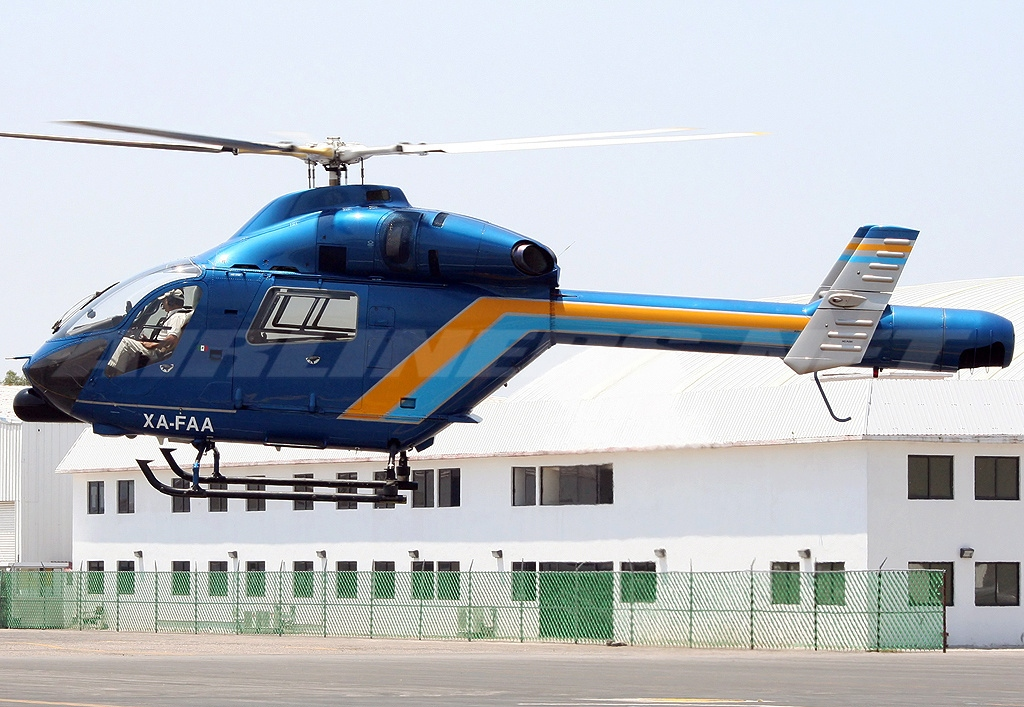
McDonell Douglas MD-900 Explorer (XA-FAA) sobre el aeropuerto.
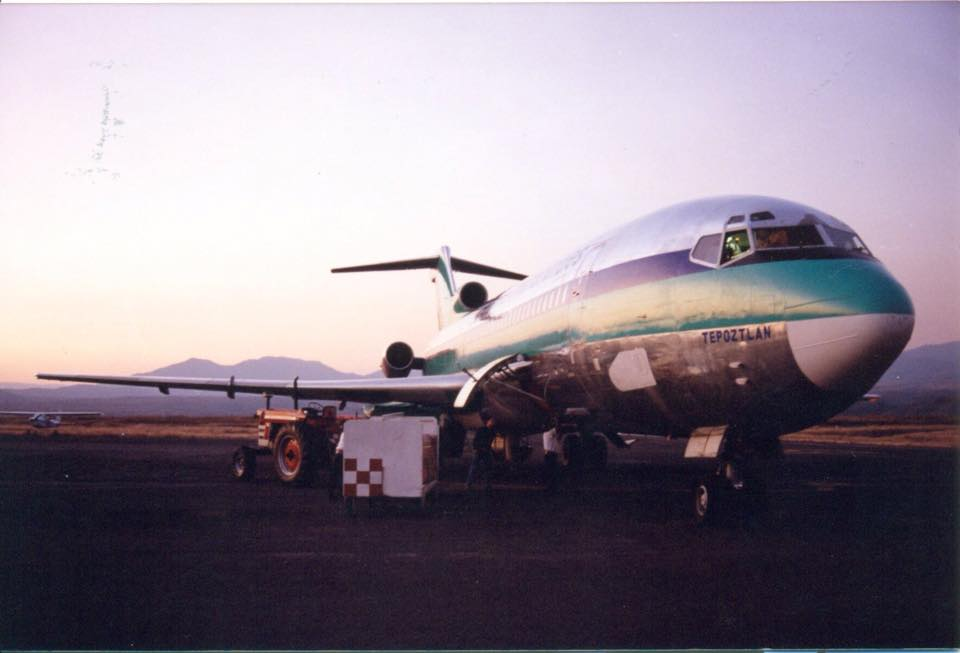
Boeing 727-223 de Aerolíneas Internacionales (XA-SPU) en el Aeropuerto de Cuernavaca.